# Arvi Liimatainen
Arvi Liimatainen (Jyväskylä, Finlandia; 31 de agosto de 1949-Vancouver, Columbia Británica, Canadá; 19 de mayo de 2018) fue un productor de cine y televisión canadiense-finlandés que también trabajó en Estados Unidos y que también dirigió películas. Es conocido por producir la mayor parte de La clave Da Vinci y Bye Bye Blues.

## Biografía
Liimatainen tuvo una carrera que abarca más de cuatro décadas en la industria de la pantalla. Trabajó allí en numerosas funciones, incluso como técnico de estudio, escritor, crítico de cine, editor de historias, actor, locutor, gerente de producción, productor, productor ejecutivo y director.
Como productor, Arvi Liimatainen ha sido responsable de más de 140 horas de series dramáticas de televisión, más de una docena de largometrajes y películas para televisión, numerosos especiales dramáticos, varios documentales e instalaciones artísticas. Fue considerado por ello como uno de los líderes de la industria de la pantalla de la Columbia Británica en Canadá.
Murió de cáncer en Vancouver el 19 de mayo de 2018.

## Premios
Fue ganador de 7 Premios y 10 Nominaciones.